# 奥龙斯·菲内

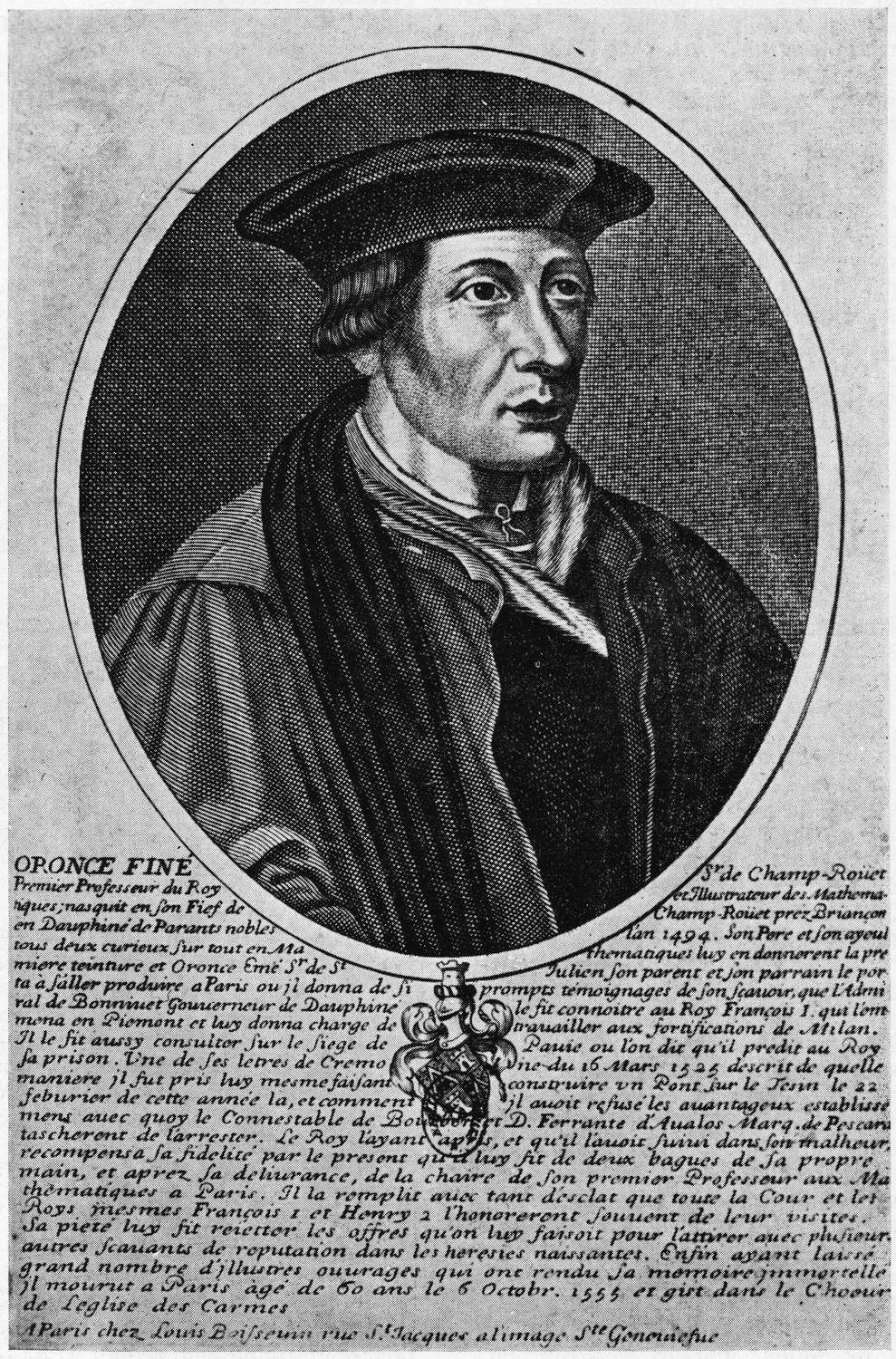
奥龙斯·菲内

奥龙斯·菲內（1494年12月20日 - 1555年8月8日）是法国数学家、制图师、编辑和书籍插画家。 月球上的奥龙斯环形山和南极洲的菲尼斯灣均以奥龙斯·菲內的名字命名。1531年，他成為法兰西公学院的數學教授。  